# Rebelião de Cuílo
A rebelião de Cuílo, também chamada de revolta de Mulele, foi um levante civil que ocorreu no oeste da atual República Democrática do Congo entre 1963 e 1965. A rebelião ocorreu no contexto mais amplo da Guerra Fria e da Crise do Congo. Liderada por Pierre Mulele, seguidor do primeiro-ministro deposto Patrice Lumumba, uma facção de rebeldes maoístas organizou uma revolta contra o governo no distrito de Cuílo. Baseada na luta pela independência, a rebelião foi encorajada por queixas econômicas, sociais e culturais.  Apoiados pela China comunista, os rebeldes usaram principalmente a guerra de guerrilha contra as forças do governo. A rebelião foi simultânea com a Rebelião Simba ocorrendo em outras áreas do Congo durante este tempo. Embora a rebelião tenha sido reprimida nos primeiros meses de 1965, ela teve impactos políticos duradouros, levando à dissolução de Cuílo como província oficial.

## Obras citadas
- Abbott, Peter (2014). Modern African Wars (4): The Congo 1960–2002. Oxford; New York City: Osprey Publishing. ISBN 978-1-78200-076-1
- Collier, P., & Sambanis, N. (2005). Understanding Civil War: Evidence and Analysis, Volume 1. Africa. The World Bank: Washington, DC.
- Gendebien, Paul-Henry (1967). L'Intervention Des Nations Unies Au Congo. 1960–1964. Berlin: Walter de Gruyter. ISBN 978-3-11-113787-2.
- Gérard-Libois, J. (1966). Political Protest in the Congo—The Parti Solidaire Africain During the Independence Struggle. Oxford University Press, 11(1), pp. 94–95.
- Horn, Bernd; Harris, Stephen John, eds. (2001). Warrior Chiefs: Perspectives on Senior Canadian Military Leaders illustrated ed. [S.l.]: Dundurn. ISBN 9781550023510
- Fox, R., De Craemer, W., & Ribeaucourt, J. (1965). "The Second Independence": A Case Study of the Kwilu Rebellion in the Congo. Comparative Studies in Society and History, 8(1), 78–109.
- Lanotte, O. "Chronology of the Democratic Republic of Congo/Zaire (1960–1997)". Mass Violence and Resistance - Research Network. Paris Institute of Political Studies.
- Martens, Ludo. The people's uprising in the Congo (Kinshasa) 1964–1968: The way of Patrice Lumumba and Pierre Mulele. Labour Party of Belgium. ASIN B0007B9CMY
- Mwakikagile, Godfrey (2014). Statecraft and Nation Building in Africa: A Post-colonial Study. Dar es Salaam: New Africa Press. ISBN 978-9987-16-039-6.
- New York Times. (1964). Insurgents Terrorize Kwilu Province in Congo.
- O'Ballance, Edgar (1999). The Congo-Zaire Experience, 1960–98 illustrated ed. [S.l.]: Springer. ISBN 9780230286481
- Siddiqui, A. (1992). FAILED INSURRECTIONS AND ETHNIC CLEAVAGES: A COMPARATIVE STUDY OF ZAIRE AND SRI LANKA. Peace Research, 24(1), 37–56.
- Traugott, M. (1979). The Economic Origins of the Kwilu Rebellion. Comparative Studies in Society and History, 21(3), 459–479.
- Verhaegen, Benoît (1967). «Les rébellions populaires au Congo en 1964». Cahiers d'Études africaines. 7 (26): 345–359. doi:10.3406/cea.1967.3100
- Villafana, Frank (2017) [1st pub. 2009]. Cold War in the Congo: The Confrontation of Cuban Military Forces, 1960–1967. Abingdon; New York City: Routledge. ISBN 978-1-4128-4766-7
- Wagoner, Fred E. (2003). Dragon Rouge: The Rescue of Hostages in the Congo. Honolulu: University Press of the Pacific.
- Weigert S.L. (1996) Congo/Zaire: The Kwilu Rebellion, 1963–68. In: Traditional Religion and Guerrilla Warfare in Modern Africa. Palgrave Macmillan, London
- Welch, C. (1980). Anatomy of Rebellion (1st ed.). Albany: State University of New York.

## Outras leituras
- Verhaegen, Benoît (2006). Mulele et la révolution populaire au Kwilu (République démocratique du Congo). Paris: L'Harmattan. ISBN 9782296026629